# Люцерн (окръг, Пенсилвания)
Окръг Люцерн (на английски: Luzerne County) е окръг в щата Пенсилвания, Съединени американски щати. Площта му е 2349 km², а населението - 317 343 души (2017). Административен център е град Уилкс-Бар.